# Psenopsis obscura
Psenopsis obscura är en fiskart som beskrevs av Haedrich, 1967. Psenopsis obscura ingår i släktet Psenopsis och familjen svartfiskar. Inga underarter finns listade i Catalogue of Life.